# Automolius nanus
Automolius nanus är en skalbaggsart som beskrevs av Britton 1957. Automolius nanus ingår i släktet Automolius och familjen Melolonthidae. Inga underarter finns listade.